# Прехващане (авиация)
Прeхващане в авиацията е приближаването на самолет за противовъздушна отбрана (самолет-прехващач) до самолет-нарушител с цел неговото идентифициране, указване на нарушението на екипажа му и последващо извеждане на нарушителя от забранената зона или ескортирането му до най-близкото летище за кацане.
По време на Втората световна война ефективността на прeхващането е означавало, че бомбардировачите често е трябвало да бъдат ескортирани от изтребители-прехващачи на далечни разстояния. Много самолети са можели да бъдат оборудвани с радар за прихващане на самолети, което допълнително улеснява прехващането на вражески самолети.